# 瀬尾健
瀬尾 健（せお たけし、1940年11月14日 - 1994年6月5日）は、日本の工学者。理学博士（京都大学・1977年）、最終職歴は京都大学原子炉実験所（現：京都大学複合原子力科学研究所）計測装置部門助手（現助教）であった。熊取六人衆の一人。

## 略歴
- 1959年3月 大阪府立高津高等学校卒業
- 1960年4月 京都大学工学部原子核工学科入学
- 1964年
  - 3月 同大学同学科卒業
  - 4月 京都大学大学院工学研究科原子核専攻修士課程入学
- 1966年
  - 3月 同大学院同課程修了、工学修士
  - 4月 京都大学原子炉実験所（現：京都大学複合原子力科学研究所）計測装置部門助手（現在の職階では助教）
- 1977年5月 同大学理学博士号を取得
- 1983年1月 ドイツ・ユーリッヒの核物理研究所で客員研究員（ - 1984年3月）
- 1984年4月 復職

## 来歴・人物
1940年（昭和15年）11月14日、兵庫県神戸市に生まれる。
1959年（昭和34年）3月、大阪府立高津高等学校を卒業、翌1960年（昭和35年）4月、京都大学工学部原子核工学科に入学する。1964年（昭和39年）3月、同大学同学科卒業、同年4月、京都大学大学院工学研究科原子核専攻修士課程に入学する。
1966年（昭和41年）3月、同大学院同課程修了、工学修士の学位を取得、同年4月、京都大学原子炉実験所計測装置部門助手（現在の職階では助教）となる。この職階は、在職中に亡くなるまで変わらなかった。1977年（昭和52年）5月、同大学理学博士号を取得する。
1983年（昭和58年）1月、ドイツのユーリッヒにある核物理研究所に客員研究員として赴任、1984年（昭和59年）3月に任期を終えて京都大学に戻る。同年11月、1979年（昭和49年）3月28日に起きたスリーマイル島原子力発電所事故に関して、アメリカ合衆国・フィラデルフィアの研究会で招待講演を行う。1986年（昭和61年）5月、女川原子力発電所の差し止め訴訟に証人として出廷する。
1990年（平成2年）8月、1986年4月26日に起きたチェルノブイリ原子力発電所事故の調査を、1か月間、ソビエト連邦（1991年崩壊）ウクライナのチェルノブイリで行う。1992年（平成4年）2月、著書『チェルノブイリ旅日記』を刊行する。1993年（平成5年）11月には、再び、独立後のウクライナのチェルノブイリに1か月間の現地調査に向かう。
1994年（平成6年）6月5日、肺癌で死去する。満53歳没。翌1995年（平成7年）6月、著書『原発事故…その時、あなたは!』が没後出版される。同書には、原発事故に際しての「屋内退避」についてのマニュアルを付録した。瀬尾が提唱した屋内退避の要領は、小出裕章の著書『原発のウソ』にも転載されている。なお彼は、原子力事故プログラムをメインフレームのOKITAC5090用に開発。それを誰にでも使えるようにとMS-DOS版への移植を果たした。現在このプログラムは、小出裕章が彼の意思を引き継ぎ、アップデートを継続中。

## ビブリオグラフィ
国立国会図書館蔵書のリストである。
- 『KURRI-TR 136～144』、京都大学原子炉実験所、1975年8月 - 1976年1月
- 『チェルノブイリ旅日記』、風媒社、1992年7月
- 『原発事故…その時、あなたは!』、風媒社、1995年6月 ISBN 4833110385
- 『完全シミュレーション 原発事故の恐怖』、風媒社（風媒社ブックレット 3）、2000年1月 ISBN 4833154021 - 『原発事故…その時、あなたは!』の改訂

## 註
1. 1 2 3 4 5 6 7 8 9 10 11 12 13 14  「瀬尾健さん略歴」、『瀬尾さんの思い出』、京都大学、1995年。
2. ↑  国立国会図書館蔵書検索の結果、2011年5月24日閲覧。

## 関連事項
- 熊取六人衆